# Hobart Hurricanes
Die Hobart Hurricanes sind ein australisches Cricketteam, das in der Big Bash League spielt. Das Heimatstadion ist das Bellerive Oval in Hobart. Bisher konnte das Team die Big Bash League noch nicht gewinnen.

## Geschichte
Die Hobart Hurricanes wurden 2011 mit der Einführung der Big Bash League gegründet. Am 6. April 2011 wurden sie zusammen mit den anderen Teams der Liga vorgestellt und die Farbe Lila zugewiesen. Als Heimstadion wurde das Bellerive Oval festgelegt. Als Kapitän wurde Tim Paine ernannt. Als Überseespieler verpflichteten sie den Pakistaner Rana Naved-ul-Hasan und den Engländer Owais Shah. In der ersten Saison gelang es ihnen mit fünf Siegen bei zwei Niederlagen den zweiten Platz der Vorrunde zu erreichen. Damit qualifizierten sie sich für das Halbfinale und trafen dort auf die Sydney Sixers, verloren jedoch mit sieben Runs.
Zur neuen Saison wurden unter anderem George Bailey und Scott Styris verpflichtet. In der neuen Saison selbst blieb man mit vier Siegen und vier Niederlagen hinter den Vorjahresleistungen zurück und wurde sechster der Vorrunde.
Zur Saison 2013/14 wurde unter anderem Shoaib Malik verpflichtet. Erfolgreichster Spieler war der Batsman Ben Dunk, der erfolgreichster Spieler der Saison ausgezeichnet wurde. In der Saison gelang knapp die Qualifikation für das Halbfinale und gewann dort gegen die Melbourne Stars mit 7 Wickets. Im Finale traf Hobart auf die Perth Scorchers, verlor jedoch mit 39 Runs.
Zur Saison 2014/15 wurde der West-Inder Darren Sammy verpflichtet. Auch wurde Hobart mit einer Geldstrafe belegt, nachdem sie Vertragsabschlüsse m it Spielern in der Embargo-Periode durchgeführt hatten. In der Saison erzielten die Hurricanes drei Siege bei fünf Niederlagen und platzierte sich auf Rang fünf der Vorrunde.
Die Saison 2015/16 verlief abermals ohne einen Erfolg. Bei abermals drei Siegen und fünf Niederlagen wurde man dieses Mal Vorletzter.

## Abschneiden in der Big Bash League
| Jahr    | Spiele | Siege | Niederlagen | No Result | Endplatzierung (Vorrunde) |
| ------- | ------ | ----- | ----------- | --------- | ------------------------- |
| 2011/12 | 7      | 5     | 2           | 0         | Halbfinale (2/8)          |
| 2012/13 | 8      | 4     | 4           | 0         | Vorrunde (6/8)            |
| 2013/14 | 8      | 3     | 4           | 1         | Finale (4/8)              |
| 2014/15 | 8      | 3     | 5           | 0         | Vorrunde (3/8)            |
| 2015/16 | 8      | 3     | 5           | 0         | Vorrunde (7/8)            |
| 2016/17 | 8      | 3     | 5           | 0         | Vorrunde (7/8)            |
| 2017/18 | 10     | 5     | 5           | 0         | Finale (4/8)              |
| 2018/19 | 14     | 10    | 4           | 0         | Halbfinale (1/8)          |
| 2019/20 | 14     | 6     | 7           | 1         | Achtelfinale (4/8)        |